# Johann Heinrich Rosenplänter

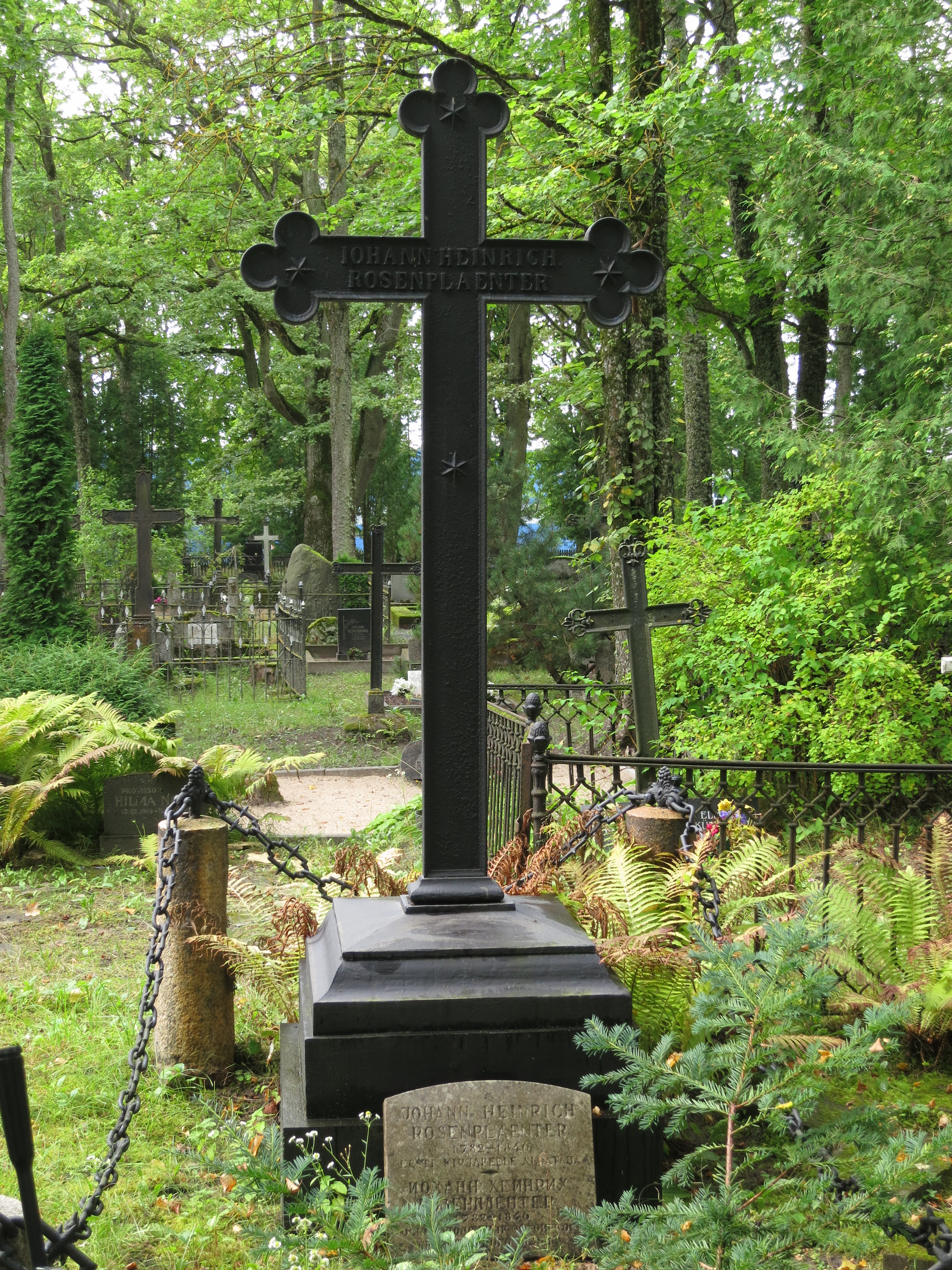
Grab von J. H. Rosenplänter

Johann Heinrich Rosenplänter (* 12. Julijul. / 23. Juli 1782greg. in Wolmar; † 15. Apriljul. / 27. April 1846greg. in Pernau) war ein deutsch-baltischer Literat und Sprachforscher. Er war einer der Vorreiter bei der wissenschaftlichen Erforschung der estnischen Sprache.

## Pfarrer

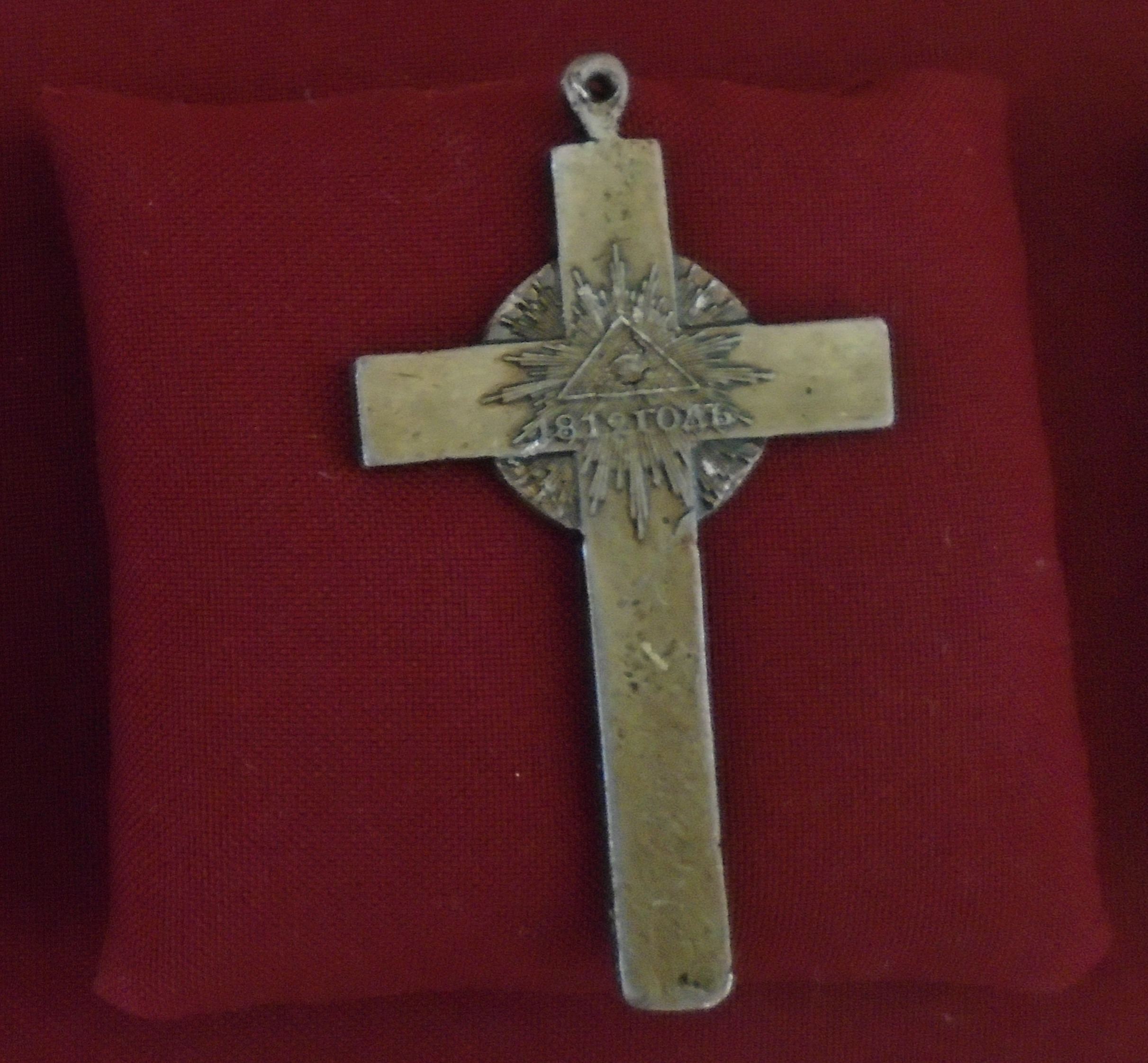
Erinnerungskreuz von 1812 für Geistliche

Johann Heinrich Rosenplänter wurde als erster Sohn des Postkommissars der Postierung Wolmar geboren. Er besuchte das Gymnasium in Tallinn und die Domschule in Riga. 1806 schloss er sein Studium der Theologie an der Kaiserlichen Universität Dorpat ab. 1808/1809 war er als lutherischer Pfarrer in Torgel tätig. Von 1809 bis zu seinem Tod leitete er die estnische St.-Elisabeth-Gemeinde in Pernau, wo er 1818 das Erinnerungskreuz von 1812 erhielt. Er liegt auf dem dortigen Friedhof begraben.

## „Beiträge zur genauern Kenntniß der ehstnischen Sprache“
Rosenplänter war wohl der bedeutendste Herausgeber, Sammler und Erforscher von estnischsprachigen Schriften seiner Zeit. Er wurde mit seinen Aktivitäten Wegbereiter einer wissenschaftlichen Beschäftigung mit der estnischen Sprache und der Bildung einer estnischen Nation. Er wirkte damit ganz im Sinne Johann Gottfried Herders und der Aufklärung.
Vor allem die von ihm zwischen 1813 und 1832 herausgegebene Zeitschrift Beiträge zur genauern Kenntniß der ehstnischen Sprache stellt die erste wissenschaftliche Beschäftigung mit der estnischen Sprache dar. An ihr waren fast alle wichtigen deutsch-baltischen und finnischen Estophilen der Zeit beteiligt sowie einige wenige Esten (Kristjan Jaak Peterson, Otto Wilhelm Masing).
Die in der Zeitschrift veröffentlichten Arbeiten zur estnischen Sprache, Literatur und Volksdichtung gelten als bahnbrechend. In ihr wurden darüber hinaus wichtige estnischsprachige literarische Texte (Wortschatz, Volksdichtung, Lyrik, Briefe und Übersetzungen) publiziert. Die Beiträge bildeten auch den Grundstein für spätere Arbeiten zur Poetologie, Literaturkritik und zu Bibliographien.

## Estophiler
Als erster überhaupt wollte Rosenplänter eine vollständige Bibliographie estnischsprachiger Bücher herausgeben, eine Arbeit, die später die Gelehrte Estnische Gesellschaft (Õpetatud Eesti Seltsis, ÕES) fortsetzte.
Außerdem sammelte Johann Heinrich Rosenplänter estnische Handschriften. Dank seiner Aufzeichnungen sind die Gedichte von Kristjan Jaak Peterson und Gustav Adolph Oldekop der Nachwelt überliefert, die der damaligen Zeit fast völlig unbekannt geblieben waren. 1814 gab Rosenplänter die erste estnische Gedichtsanthologie unter dem Titel Lillikessed heraus.
Rosenplänter vertrat darüber hinaus die These, dass alle Deutschbalten in Estland die estnische Sprache erlernen sollten und forderte Estnisch-Unterricht an den Gymnasien – radikale Forderungen für die damalige Zeit.

## Rezeption
Johann Heinrich Rosenplänter erscheint als literarische Figur in dem Roman „Der Verrückte des Zaren“ des estnischen Autors Jaan Kross.